# Tetraleurodes mirabilis
Tetraleurodes mirabilis là một loài côn trùng cánh nửa trong họ Aleyrodidae, phân họ Aleyrodinae.
Tetraleurodes mirabilis được Takahashi miêu tả khoa học đầu tiên năm 1961.